# Colton (Norfolk)
Colton – wieś w Anglii, w Norfolk. W 1931 wieś liczyła 175 mieszkańców. Colton jest wspomniana w Domesday Book (1086) jako Coletuna.